# Coreoperca
Coreoperca is een geslacht van straalvinnige vissen uit de familie van zaagbaarzen (Percichthyidae).

## Soorten
- Coreoperca herzi Herzenstein, 1896
- Coreoperca kawamebari (Temminck & Schlegel, 1843)
- Coreoperca loona (Wu, 1939)
- Coreoperca whiteheadi Boulenger, 1900